# Kent, Ohio
Kent là một thành phố thuộc quận Portage, tiểu bang Ohio, Hoa Kỳ. Năm 2010, dân số của thành phố này là 28904 người.

## Dân số
- Dân số năm 2000: 27906 người.
- Dân số năm 2010: 28904 người.